# Liège-Bastogne-Liège féminin 2021
La 5e édition du Liège-Bastogne-Liège féminin a lieu le 25 avril 2021. C'est la huitième épreuve de l'UCI World Tour féminin 2021. Elle est remportée par la Néerlandaise Demi Vollering.

## Équipes
Finalement les équipes DSM et Parkhotel Valkenburg ne sont pas au départ à cause de cas de Covid.
| UCI Women's WorldTeams (9)- Alé BTC Ljubljana - Canyon-SRAM Racing - FDJ-Nouvelle Aquitaine-Futuroscope - Liv Racing - Movistar Team - Team BikeExchange - Team DSM - SD Worx - Trek-Segafredo Équipes féminines continentales (15)- Andy Schleck-CP NVST-Immo Losch - Arkéa Pro Cycling Team - A.R. Monex - BePink - Bingoal Casino-Chevalmeire - Ceratizit-WNT Pro Cycling - Cogeas-Mettler-Look Pro Cycling Team - Doltcini-Van Eyck Sport-Proximus - Drops-Le col - Jumbo-Visma - Lotto Soudal Ladies - Parkhotel Valkenburg - Rally - Tibco-Silicon Valley Bank - Valcar-Travel & Service |
| |

## Parcours

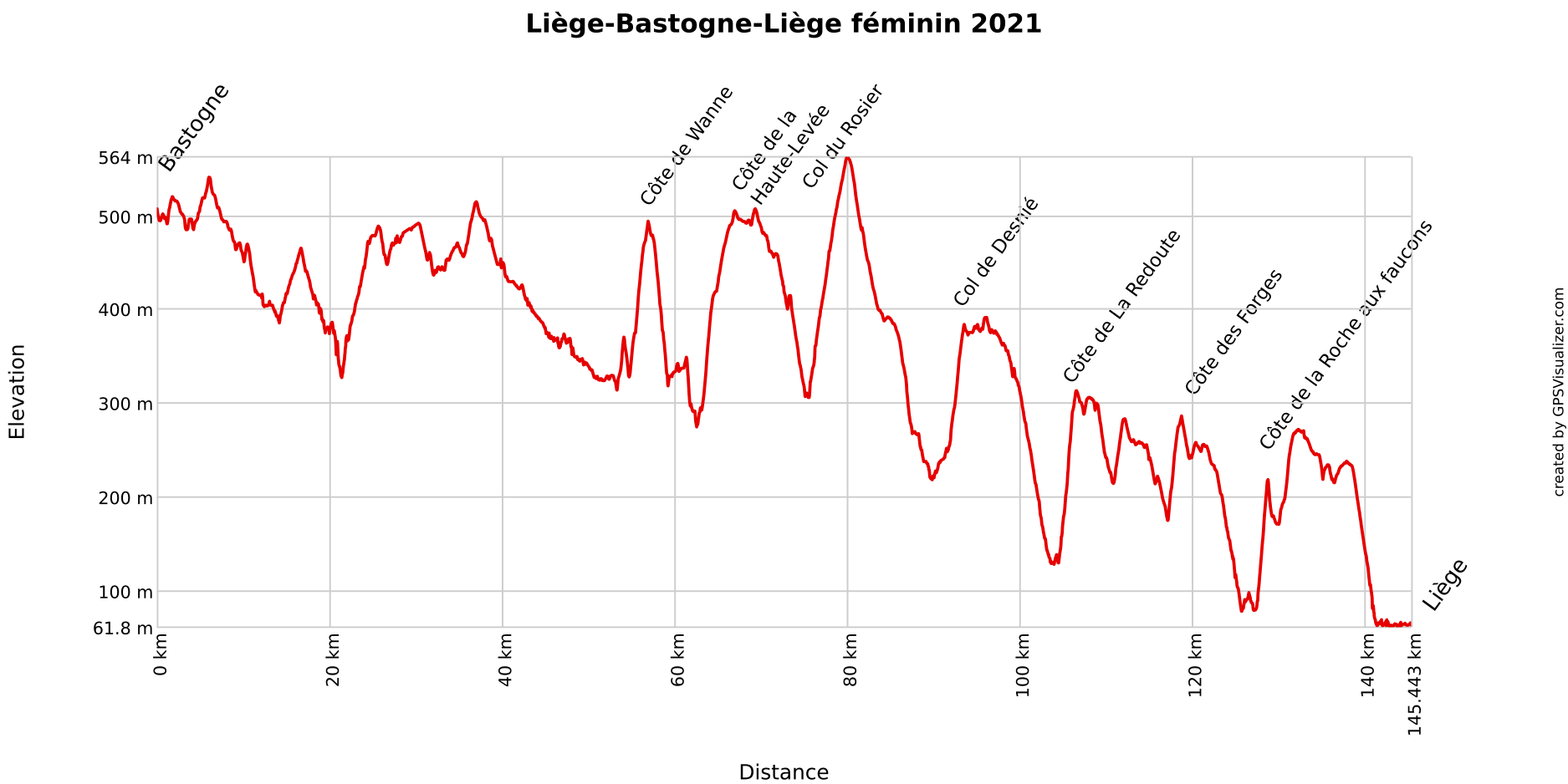
Profil de la course

Le circuit reprend les bases de celui des années précéntes, le Col du Rosier vient remplacer la côte de la Vecquée. Le Col de Desnié et la Côte des Forges sont également ajoutés. Toute la partie du parcours à partir de la Haute levée devient identique à celle des hommes, ce qui n'était pas le cas précédemment.
| Num | Nom                                 | km    | Longueur (m) | Pente moyenne | km de l'arrivée |
| --- | ----------------------------------- | ----- | ------------ | ------------- | --------------- |
| 1   | Côte de Wanne                       | 56,7  | 2 800        | 7,4 %         | 84,2            |
| 2   | Côte de la Haute-Levée              | 65,1  | 3 600        | 5,6 %         | 75,8            |
| 3   | Col du Rosier                       | 79,2  | 4 400        | 5,9 %         | 61,7            |
| 4   | Col de Desnié                       | 92,6  | 1 600        | 8,1 %         | 48,3            |
| 5   | Côte de La Redoute                  | 105,7 | 2 000        | 8,9 %         | 35,2            |
| 6   | Côte des Forges (Stèle Stan Ockers) | 117,6 | 1 300        | 7,8 %         | 23,3            |
| 7   | Côte de la Roche aux faucons        | 127,6 | 1 300        | 11 %          | 13,3            |

## Favorites

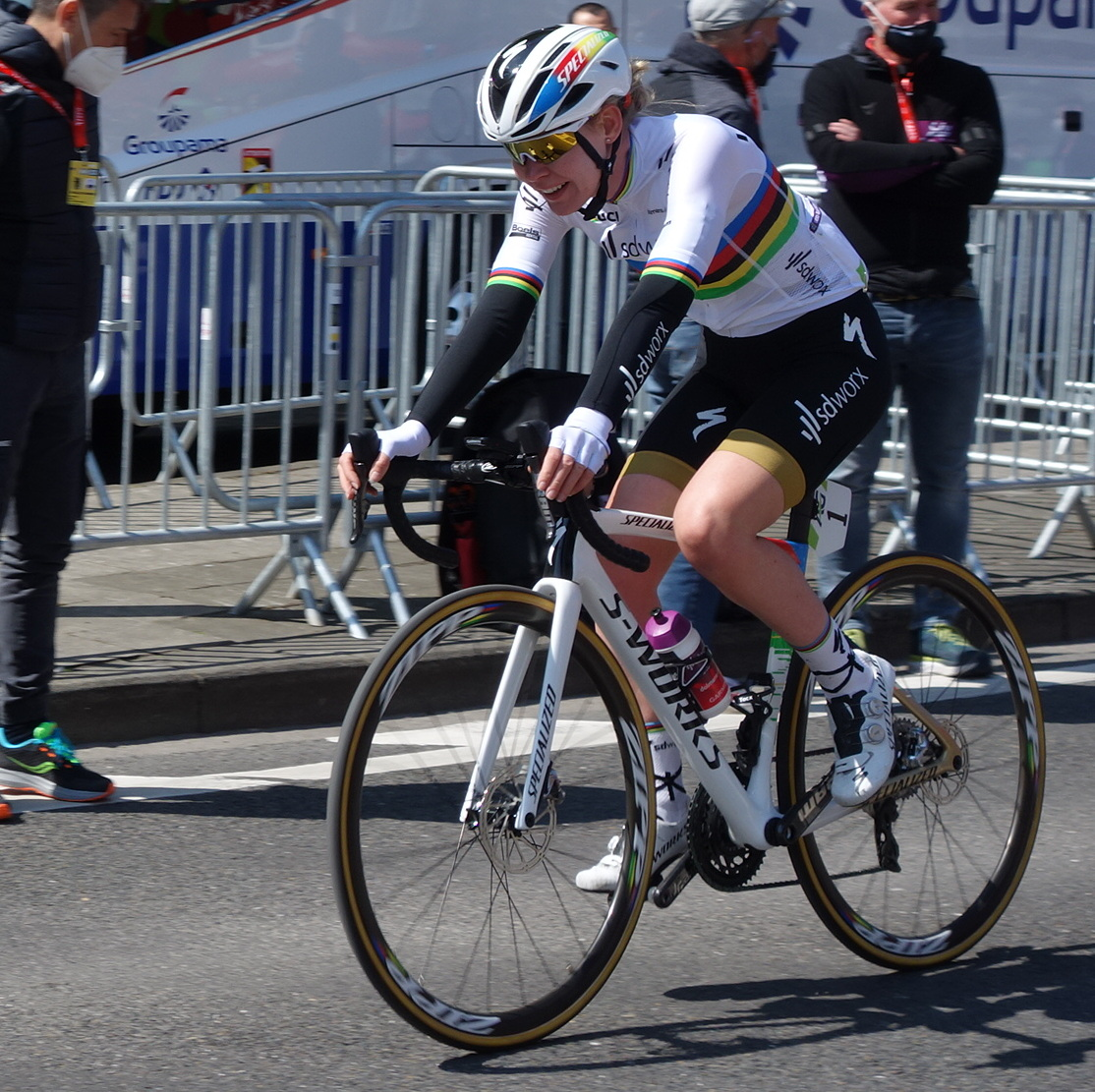
Anna van der Breggen est la principale favorite

La vainqueur sortante Elizabeth Deignan ne semble pas en mesure de renouveler sa victoire. Elle n'est finalement pas au départ à cause de sa mauvaise forme. Sa coéquipière Elisa Longo Borghini, troisième à la Flèche wallonne et parmi les plus fortes à l'Amstel Gold Race est par contre une des favorites. Ruth Winder, toujours de Trek-Segafredo, avec son style offensif a aussi ses chances, mais doit renoncer à cause d'un contact avec quelqu'un contrôlé positif au Covid. Anna van der Breggen, vainqueur en 2017 et 2018 et vainqueur sept fois de la Flèche wallonne est la principale favorite. Il faut également compter sur sa coéquipière Demi Vollering qui est en forme. Annemiek van Vleuten vainqueur en 2019 est une autre favorite, tout comme Katarzyna Niewiadoma qui a prouvé être la plus forte sur l'Amstel Gold Race et deuxième de la Flèche wallonne. L'équipe BikeExchange vient au départ avec Amanda Spratt comme outisider. Marianne Vos n'a certes jamais fait de résultats sur cette course, elle est une des principales candidates en cas d'arrivée groupée. Enfin, Cecilie Uttrup Ludwig est une valeur sure sur ce type de course.

## Récit de la course

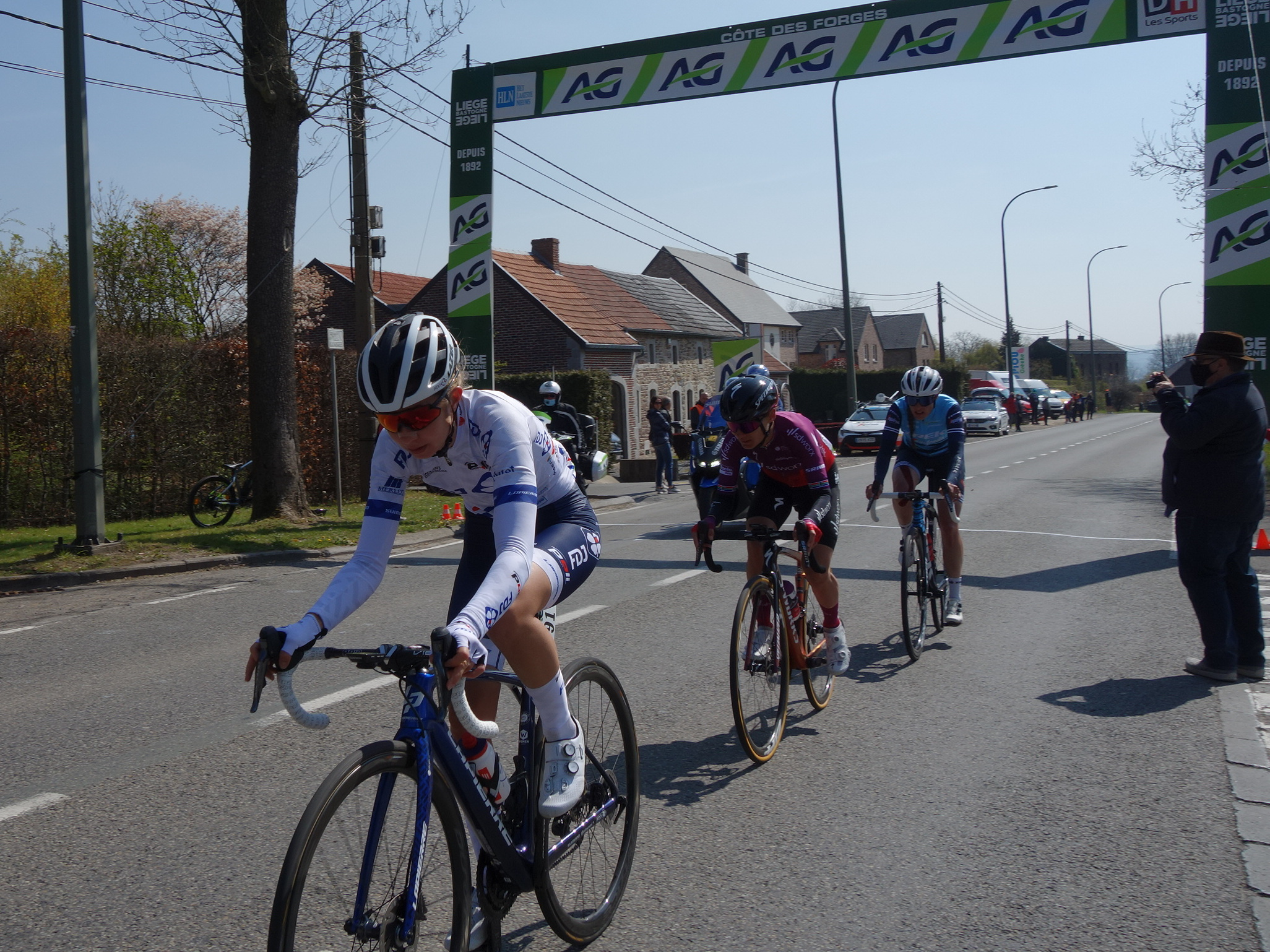
Cecilie Uttrup Ludwig, Ashleigh Moolman-Pasio et Lucinda Brand dans la Côte des Forges.

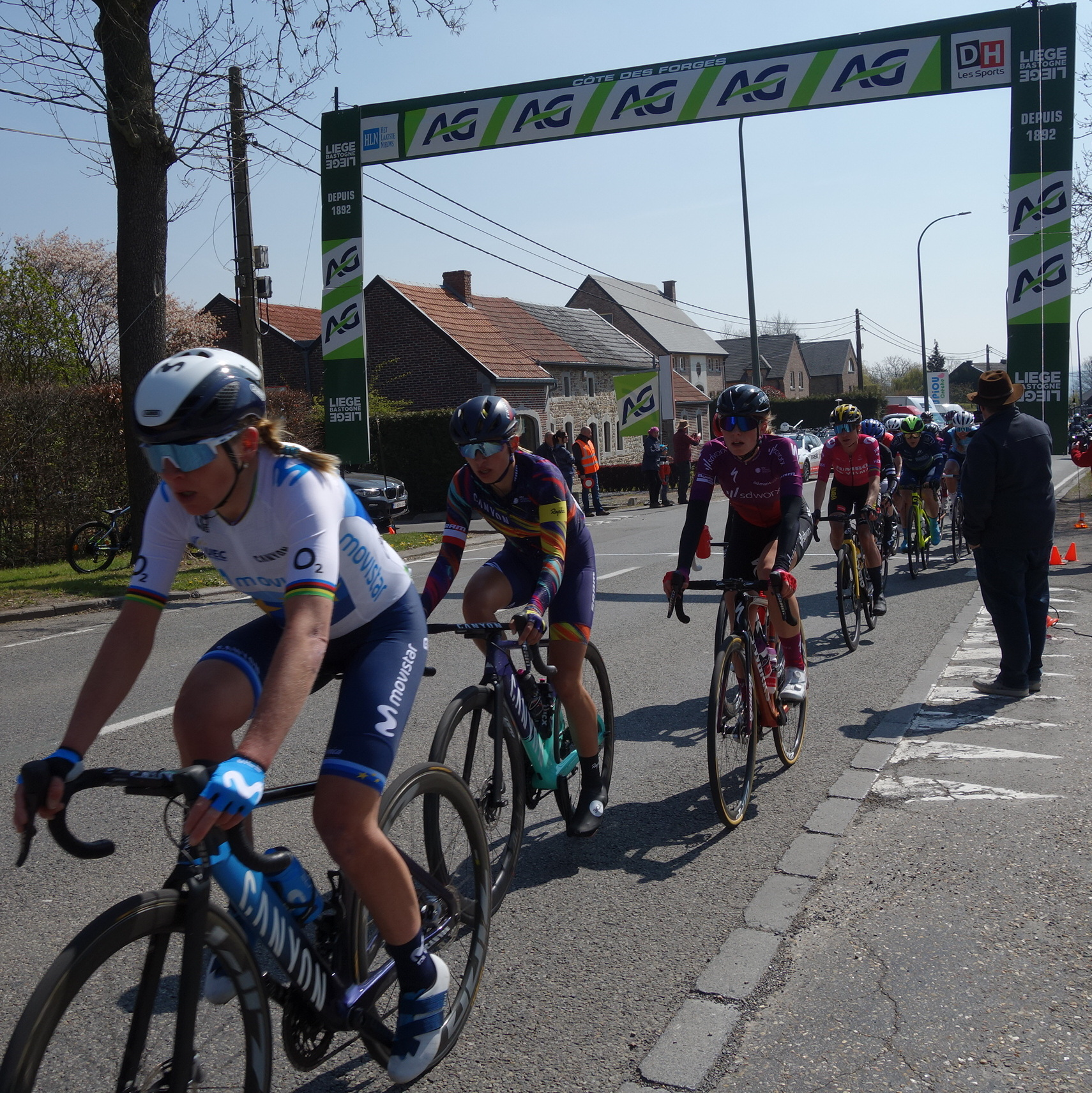
Groupe de poursuite dans la Côte des Forges avec Annemiek van Vleuten au premier plan, suivie de Katarzyna Niewiadoma et de Demi Vollering.

La première échappée est formée par Claire Faber et Silvia Zanardi. Leur avance atteint trois minutes, mais elles sont reprises après la côte de Wanne. Niamh Fisher-Black attaque ensuite. Elle emmène avec elle six autres coureuses : Tayler Wiles, Lucy Kennedy, Anouska Koster, Elise Chabbey, Leah Thomas et Brodie Chapman. Le groupe est repris à cinquante kilomètres de l'arrivée dans la côte de Desnié. Fisher-Black repart ensuite en solitaire, mais le peloton la rejoint peu avant la Redoute. Dans celle-ci, Ashleigh Moolman-Pasio accélère. Elle est rejointe par Cecilie Uttrup Ludwig et Lucinda Brand. Marianne Vos tente de revenir, mais le peloton l'en empêche. L'avance du trio oscille autour de la vingtaine de secondes. Elles sont reprises avant la côte de la Roche aux Faucons. SD Worx mène le train, avec tout d'abord Chantal Blaak puis Anna van der Breggen. Ce rythme élimine la plupart des concurrentes, mais Marianne Vos tient bon. Ce n'est que dans le faux-plat non référencé qui suit, qu'une accélération d'Annemiek van Vleuten provoque la formation d'un groupe de cinq coureuses : Anna van der Breggen, Demi Vollering, Katarzyna Niewiadoma, Annemiek van Vleuten et Elisa Longo Borghini. Pour préserver l'avance, Anna van der Breggen mène le groupe sans demander de relais jusqu'au bout. Elle lance le sprint et est dépassée par Annemiek van Vleuten. Demi Vollering la remonte néanmoins et s'impose assez nettement. Elisa Longo Borghini complète le podium.

## Classements

### Classement final
| \| Classement général \| Classement général \| Classement général \| Classement général \| Classement général \| \| Coureuse \| Coureuse \| Pays \| Équipe \| Temps \| \| ------------------ \| --------------------- \| ------------------ \| ---------------------------------- \| ------------------ \| \| 1re \| Demi Vollering \| Pays-Bas \| SD Worx \| 3 h 54 min 31 s \| \| 2e \| Annemiek van Vleuten \| Pays-Bas \| Movistar Team \| + 0 s \| \| 3e \| Elisa Longo Borghini \| Italie \| Trek-Segafredo \| + 0 s \| \| 4e \| Katarzyna Niewiadoma \| Pologne \| Canyon-SRAM Racing \| + 0 s \| \| 5e \| Anna van der Breggen \| Pays-Bas \| SD Worx \| + 2 s \| \| 6e \| Marianne Vos \| Pays-Bas \| Jumbo-Visma Women Team \| + 1 min 27 s \| \| 7e \| Ashleigh Moolman \| Afrique du Sud \| SD Worx \| + 1 min 27 s \| \| 8e \| Cecilie Uttrup Ludwig \| Danemark \| FDJ-Nouvelle Aquitaine-Futuroscope \| + 1 min 27 s \| \| 9e \| Lucinda Brand \| Pays-Bas \| Trek-Segafredo \| + 1 min 59 s \| \| 10e \| Amanda Spratt \| Australie \| Team BikeExchange \| + 1 min 59 s \| \| 11e \| Soraya Paladin \| Italie \| Liv Racing \| + 1 min 59 s \| \| 12e \| Riejanne Markus \| Pays-Bas \| Jumbo-Visma Women Team \| + 1 min 59 s \| \| 13e \| Elise Chabbey \| Suisse \| Canyon-SRAM Racing \| + 1 min 59 s \| \| 14e \| Marta Cavalli \| Italie \| FDJ-Nouvelle Aquitaine-Futuroscope \| + 1 min 59 s \| \| 15e \| Maria Novolodskaya \| Russie \| A.R. Monex Women's \| + 1 min 59 s \| \| 16e \| Erica Magnaldi \| Italie \| Ceratizit-WNT Pro Cycling \| + 1 min 59 s \| \| 17e \| Niamh Fisher-Black \| Nouvelle-Zélande \| SD Worx \| + 1 min 59 s \| \| 18e \| Ane Santesteban \| Espagne \| Team BikeExchange \| + 1 min 59 s \| \| 19e \| Mavi García \| Espagne \| Alé BTC Ljubljana \| + 1 min 59 s \| \| 20e \| Leah Thomas \| États-Unis \| Movistar Team \| + 1 min 59 s \| |                       |                  |                                    |                 |
| |                       |                  |                                    |                 |
| Sources : ProCyclingStats Cycling Quotient |                       |                  |                                    |                 |
| Classement général |                       |                  |                                    |                 |
| Coureuse | Coureuse              | Pays             | Équipe                             | Temps           |
| 1re | Demi Vollering        | Pays-Bas         | SD Worx                            | 3 h 54 min 31 s |
| 2e | Annemiek van Vleuten  | Pays-Bas         | Movistar Team                      | + 0 s           |
| 3e | Elisa Longo Borghini  | Italie           | Trek-Segafredo                     | + 0 s           |
| 4e | Katarzyna Niewiadoma  | Pologne          | Canyon-SRAM Racing                 | + 0 s           |
| 5e | Anna van der Breggen  | Pays-Bas         | SD Worx                            | + 2 s           |
| 6e | Marianne Vos          | Pays-Bas         | Jumbo-Visma Women Team             | + 1 min 27 s    |
| 7e | Ashleigh Moolman      | Afrique du Sud   | SD Worx                            | + 1 min 27 s    |
| 8e | Cecilie Uttrup Ludwig | Danemark         | FDJ-Nouvelle Aquitaine-Futuroscope | + 1 min 27 s    |
| 9e | Lucinda Brand         | Pays-Bas         | Trek-Segafredo                     | + 1 min 59 s    |
| 10e | Amanda Spratt         | Australie        | Team BikeExchange                  | + 1 min 59 s    |
| 11e | Soraya Paladin        | Italie           | Liv Racing                         | + 1 min 59 s    |
| 12e | Riejanne Markus       | Pays-Bas         | Jumbo-Visma Women Team             | + 1 min 59 s    |
| 13e | Elise Chabbey         | Suisse           | Canyon-SRAM Racing                 | + 1 min 59 s    |
| 14e | Marta Cavalli         | Italie           | FDJ-Nouvelle Aquitaine-Futuroscope | + 1 min 59 s    |
| 15e | Maria Novolodskaya    | Russie           | A.R. Monex Women's                 | + 1 min 59 s    |
| 16e | Erica Magnaldi        | Italie           | Ceratizit-WNT Pro Cycling          | + 1 min 59 s    |
| 17e | Niamh Fisher-Black    | Nouvelle-Zélande | SD Worx                            | + 1 min 59 s    |
| 18e | Ane Santesteban       | Espagne          | Team BikeExchange                  | + 1 min 59 s    |
| 19e | Mavi García           | Espagne          | Alé BTC Ljubljana                  | + 1 min 59 s    |
| 20e | Leah Thomas           | États-Unis       | Movistar Team                      | + 1 min 59 s    |

### UCI World Tour

#### Points attribués
| Position           | 1er | 2e  | 3e  | 4e  | 5e  | 6e  | 7e  | 8e  | 9e | 10e | 11e | 12e | 13e | 14e | 15e | 16e à 20e | 21e à 30e | 31e à 40e |
| Classement général | 400 | 320 | 260 | 220 | 180 | 140 | 120 | 100 | 80 | 68  | 56  | 48  | 40  | 32  | 28  | 24        | 16        | 8         |

| Classement par points | Classement par points | Classement par points | Classement par points              | Classement par points |
| Coureuse              | Coureuse              | Pays                  | Équipe                             | Points                |
| --------------------- | --------------------- | --------------------- | ---------------------------------- | --------------------- |
| 1re                   | Elisa Longo Borghini  | Italie                | Trek-Segafredo                     | 1568 pts              |
| 2e                    | Marianne Vos          | Pays-Bas              | Jumbo-Visma Women Team             | 1484 pts              |
| 3e                    | Annemiek van Vleuten  | Pays-Bas              | Movistar Team                      | 1420 pts              |
| 4e                    | Demi Vollering        | Pays-Bas              | SD Worx                            | 1108 pts              |
| 5e                    | Anna van der Breggen  | Pays-Bas              | SD Worx                            | 940 pts               |
| 6e                    | Katarzyna Niewiadoma  | Pologne               | Canyon-SRAM Racing                 | 940 pts               |
| 7e                    | Cecilie Uttrup Ludwig | Danemark              | FDJ-Nouvelle Aquitaine-Futuroscope | 888 pts               |
| 8e                    | Grace Brown           | Australie             | Team BikeExchange                  | 700 pts               |
| 9e                    | Lisa Brennauer        | Allemagne             | Ceratizit-WNT Pro Cycling          | 604 pts               |
| 10e                   | Lotte Kopecky         | Belgique              | Liv Racing                         | 604 pts               |

| Classement par points | Classement par points | Classement par points | Classement par points              | Classement par points |
| Coureuse              | Coureuse              | Pays                  | Équipe                             | Points                |
| --------------------- | --------------------- | --------------------- | ---------------------------------- | --------------------- |
| 1re                   | Elisa Longo Borghini  | Italie                | Trek-Segafredo                     | 1568 pts              |
| 2e                    | Marianne Vos          | Pays-Bas              | Jumbo-Visma Women Team             | 1484 pts              |
| 3e                    | Annemiek van Vleuten  | Pays-Bas              | Movistar Team                      | 1420 pts              |
| 4e                    | Demi Vollering        | Pays-Bas              | SD Worx                            | 1108 pts              |
| 5e                    | Anna van der Breggen  | Pays-Bas              | SD Worx                            | 940 pts               |
| 6e                    | Katarzyna Niewiadoma  | Pologne               | Canyon-SRAM Racing                 | 940 pts               |
| 7e                    | Cecilie Uttrup Ludwig | Danemark              | FDJ-Nouvelle Aquitaine-Futuroscope | 888 pts               |
| 8e                    | Grace Brown           | Australie             | Team BikeExchange                  | 700 pts               |
| 9e                    | Lisa Brennauer        | Allemagne             | Ceratizit-WNT Pro Cycling          | 604 pts               |
| 10e                   | Lotte Kopecky         | Belgique              | Liv Racing                         | 604 pts               |

| Classement du meilleur jeune | Classement du meilleur jeune | Classement du meilleur jeune | Classement du meilleur jeune       | Classement du meilleur jeune |
| Coureuse                     | Coureuse                     | Pays                         | Équipe                             | Points                       |
| ---------------------------- | ---------------------------- | ---------------------------- | ---------------------------------- | ---------------------------- |
| 1re                          | Maria Novolodskaya           | Russie                       | A.R. Monex Women's                 | 16 pts                       |
| 2e                           | Emma Norsgaard               | Danemark                     | Movistar Team                      | 14 pts                       |
| 3e                           | Évita Muzic                  | France                       | FDJ-Nouvelle Aquitaine-Futuroscope | 12 pts                       |
| 4e                           | Niamh Fisher-Black           | Nouvelle-Zélande             | SD Worx                            | 8 pts                        |
| 5e                           | Mischa Bredewold             | Pays-Bas                     | Parkhotel Valkenburg               | 6 pts                        |
| 6e                           | Sarah Gigante                | Australie                    | Tibco-Silicon Valley Bank          | 6 pts                        |
| 7e                           | Vittoria Guazzini            | Italie                       | Valcar-Travel & Service            | 6 pts                        |
| 8e                           | Franziska Koch               | Allemagne                    | Team DSM                           | 4 pts                        |
| 9e                           | Lorena Wiebes                | Pays-Bas                     | Team DSM                           | 4 pts                        |
| 10e                          | Julia van Bokhoven           | Pays-Bas                     | Parkhotel Valkenburg               | 4 pts                        |

| Classement du meilleur jeune | Classement du meilleur jeune | Classement du meilleur jeune | Classement du meilleur jeune       | Classement du meilleur jeune |
| Coureuse                     | Coureuse                     | Pays                         | Équipe                             | Points                       |
| ---------------------------- | ---------------------------- | ---------------------------- | ---------------------------------- | ---------------------------- |
| 1re                          | Maria Novolodskaya           | Russie                       | A.R. Monex Women's                 | 16 pts                       |
| 2e                           | Emma Norsgaard               | Danemark                     | Movistar Team                      | 14 pts                       |
| 3e                           | Évita Muzic                  | France                       | FDJ-Nouvelle Aquitaine-Futuroscope | 12 pts                       |
| 4e                           | Niamh Fisher-Black           | Nouvelle-Zélande             | SD Worx                            | 8 pts                        |
| 5e                           | Mischa Bredewold             | Pays-Bas                     | Parkhotel Valkenburg               | 6 pts                        |
| 6e                           | Sarah Gigante                | Australie                    | Tibco-Silicon Valley Bank          | 6 pts                        |
| 7e                           | Vittoria Guazzini            | Italie                       | Valcar-Travel & Service            | 6 pts                        |
| 8e                           | Franziska Koch               | Allemagne                    | Team DSM                           | 4 pts                        |
| 9e                           | Lorena Wiebes                | Pays-Bas                     | Team DSM                           | 4 pts                        |
| 10e                          | Julia van Bokhoven           | Pays-Bas                     | Parkhotel Valkenburg               | 4 pts                        |

| Classement par équipes aux points | Classement par équipes aux points  | Classement par équipes aux points | Classement par équipes aux points |
| Équipe                            | Équipe                             | Pays                              | Points                            |
| --------------------------------- | ---------------------------------- | --------------------------------- | --------------------------------- |
| 1re                               | SD Worx                            | Pays-Bas                          | 3496 pts                          |
| 2e                                | Trek-Segafredo                     | États-Unis                        | 2276 pts                          |
| 3e                                | Movistar Team                      | Espagne                           | 2224 pts                          |
| 4e                                | Jumbo-Visma                        | Pays-Bas                          | 1692 pts                          |
| 5e                                | FDJ-Nouvelle Aquitaine-Futuroscope | France                            | 1540 pts                          |
| 6e                                | Team BikeExchange                  | Australie                         | 1392 pts                          |
| 7e                                | Liv Racing                         | Pays-Bas                          | 1364 pts                          |
| 8e                                | Canyon-SRAM Racing                 | Allemagne                         | 1316 pts                          |
| 9e                                | Ceratizit-WNT Pro Cycling          | Allemagne                         | 1036 pts                          |
| 10e                               | Alé BTC Ljubljana                  | Italie                            | 968 pts                           |

| Classement par équipes aux points | Classement par équipes aux points  | Classement par équipes aux points | Classement par équipes aux points |
| Équipe                            | Équipe                             | Pays                              | Points                            |
| --------------------------------- | ---------------------------------- | --------------------------------- | --------------------------------- |
| 1re                               | SD Worx                            | Pays-Bas                          | 3496 pts                          |
| 2e                                | Trek-Segafredo                     | États-Unis                        | 2276 pts                          |
| 3e                                | Movistar Team                      | Espagne                           | 2224 pts                          |
| 4e                                | Jumbo-Visma                        | Pays-Bas                          | 1692 pts                          |
| 5e                                | FDJ-Nouvelle Aquitaine-Futuroscope | France                            | 1540 pts                          |
| 6e                                | Team BikeExchange                  | Australie                         | 1392 pts                          |
| 7e                                | Liv Racing                         | Pays-Bas                          | 1364 pts                          |
| 8e                                | Canyon-SRAM Racing                 | Allemagne                         | 1316 pts                          |
| 9e                                | Ceratizit-WNT Pro Cycling          | Allemagne                         | 1036 pts                          |
| 10e                               | Alé BTC Ljubljana                  | Italie                            | 968 pts                           |

## Liste des participantes
| Légende | Légende                                                                    | Légende | Légende                                                    |
| ------- | -------------------------------------------------------------------------- | ------- | ---------------------------------------------------------- |
| Num     | Dossard de départ porté par le coureur sur ce Liège-Bastogne-Liège         | Pos     | Position à l'arrivée de la course                          |
|         | Indique un maillot de champion national ou mondial, suivi de sa spécialité | NP      | Indique un coureur qui n'a pas pris le départ de la course |
| AB      | Indique un coureur qui n'a pas terminé la course                           | HD      | Indique un coureur qui a terminé la course hors des délais |

| SD Worx SDW | SD Worx SDW                        | SD Worx SDW |
| ----------- | ---------------------------------- | ----------- |
| Num         | Coureuse                           | Pos         |
| 1           | Anna van der Breggen (NED) (route) | 5e          |
| 2           | Elena Cecchini (ITA)               | 76e         |
| 3           | Niamh Fisher-Black (NZL)           | 17e         |
| 4           | Ashleigh Moolman (RSA)             | 7e          |
| 5           | Chantal van den Broek-Blaak (NED)  | 29e         |
| 6           | Demi Vollering (NED)               | 1re         |

| Trek-Segafredo TFS | Trek-Segafredo TFS                 | Trek-Segafredo TFS |
| ------------------ | ---------------------------------- | ------------------ |
| Num                | Coureuse                           | Pos                |
| 11                 | Elisa Longo Borghini (ITA) (route) | 3e                 |
| 12                 | Lucinda Brand (NED)                | 9e                 |
| 13                 | Lauretta Hanson (AUS)              | AB                 |
| 14                 | Shirin van Anrooij (NED)           | 48e                |
| 15                 | Tayler Wiles (USA)                 | 27e                |
| 16                 | Ruth Edwards (USA)                 | NP                 |

| Team BikeExchange BEX | Team BikeExchange BEX          | Team BikeExchange BEX |
| --------------------- | ------------------------------ | --------------------- |
| Num                   | Coureuse                       | Pos                   |
| 21                    | Amanda Spratt (AUS)            | 10e                   |
| 22                    | Janneke Ensing (NED)           | 22e                   |
| 23                    | Lucy Kennedy (AUS)             | AB                    |
| 24                    | Ane Santesteban (ESP)          | 18e                   |
| 25                    | Moniek Tenniglo (NED)          | 70e                   |
| 26                    | Georgia Williams (NZL) (route) | 68e                   |

| Jumbo-Visma Women Team TJV | Jumbo-Visma Women Team TJV | Jumbo-Visma Women Team TJV |
| -------------------------- | -------------------------- | -------------------------- |
| Num                        | Coureuse                   | Pos                        |
| 31                         | Marianne Vos (NED)         | 6e                         |
| 32                         | Teuntje Beekhuis (NED)     | 41e                        |
| 33                         | Anna Henderson (GBR)       | 28e                        |
| 34                         | Anouska Koster (NED)       | 38e                        |
| 35                         | Riejanne Markus (NED)      | 12e                        |
| 36                         | Julie Van de Velde (BEL)   | 59e                        |

| Canyon-SRAM Racing CSR | Canyon-SRAM Racing CSR      | Canyon-SRAM Racing CSR |
| ---------------------- | --------------------------- | ---------------------- |
| Num                    | Coureuse                    | Pos                    |
| 41                     | Katarzyna Niewiadoma (POL)  | 4e                     |
| 42                     | Alena Amialiusik (BLR)      | 35e                    |
| 43                     | Hannah Barnes (GBR)         | 55e                    |
| 44                     | Elise Chabbey (SUI) (route) | 13e                    |
| 45                     | Tiffany Cromwell (AUS)      | 39e                    |
| 46                     | Mikayla Harvey (NZL)        | 43e                    |

| Alé BTC Ljubljana ALE | Alé BTC Ljubljana ALE     | Alé BTC Ljubljana ALE |
| --------------------- | ------------------------- | --------------------- |
| Num                   | Coureuse                  | Pos                   |
| 51                    | Mavi García (ESP) (route) | 19e                   |
| 52                    | Anastasia Chursina (RUS)  | 46e                   |
| 53                    | Tatiana Guderzo (ITA)     | 42e                   |
| 54                    | Alessia Patuelli (ITA)    | 64e                   |
| 55                    | Marlen Reusser (SUI)      | 45e                   |
| 56                    | Sophie Wright (GBR)       | AB                    |

| Andy Schleck-CP NVST-Immo Losch ASC | Andy Schleck-CP NVST-Immo Losch ASC | Andy Schleck-CP NVST-Immo Losch ASC |
| ----------------------------------- | ----------------------------------- | ----------------------------------- |
| Num                                 | Coureuse                            | Pos                                 |
| 61                                  | Mie Bjørndal Ottestad (NOR) (route) | AB                                  |
| 62                                  | Claire Faber (LUX)                  | AB                                  |
| 63                                  | Mae Lang (EST)                      | 58e                                 |
| 64                                  | Léna Mettraux (SUI)                 | AB                                  |
| 65                                  | Carolin Schiff (GER)                | 65e                                 |
| 66                                  | Sandra Weiss (SUI)                  | AB                                  |

| Movistar Team MOV | Movistar Team MOV                  | Movistar Team MOV |
| ----------------- | ---------------------------------- | ----------------- |
| Num               | Coureuse                           | Pos               |
| 71                | Annemiek van Vleuten (NED) (route) | 2e                |
| 72                | Katrine Aalerud (NOR)              | 21e               |
| 73                | Sara Martín (ESP)                  | 47e               |
| 74                | Paula Patiño (COL)                 | 69e               |
| 75                | Gloria Rodríguez (ESP)             | AB                |
| 76                | Leah Thomas (USA)                  | 20e               |

| Liv Racing LIV | Liv Racing LIV             | Liv Racing LIV |
| -------------- | -------------------------- | -------------- |
| Num            | Coureuse                   | Pos            |
| 81             | Soraya Paladin (ITA)       | 11e            |
| 82             | Valerie Demey (BEL)        | 51e            |
| 83             | Marta Jaskulska (POL)      | 73e            |
| 84             | Jeanne Korevaar (NED)      | 54e            |
| 85             | Pauliena Rooijakkers (NED) | 75e            |
| 86             | Sabrina Stultiens (NED)    | 52e            |

| FDJ-Nouvelle Aquitaine-Futuroscope FDJ | FDJ-Nouvelle Aquitaine-Futuroscope FDJ | FDJ-Nouvelle Aquitaine-Futuroscope FDJ |
| -------------------------------------- | -------------------------------------- | -------------------------------------- |
| Num                                    | Coureuse                               | Pos                                    |
| 91                                     | Cecilie Uttrup Ludwig (DEN)            | 8e                                     |
| 92                                     | Stine Borgli (NOR)                     | AB                                     |
| 93                                     | Marta Cavalli (ITA)                    | 14e                                    |
| 94                                     | Brodie Chapman (AUS)                   | 25e                                    |
| 95                                     | Eugénie Duval (FRA)                    | 79e                                    |
| 96                                     | Évita Muzic (FRA)                      | 23e                                    |

| Tibco-Silicon Valley Bank TIB | Tibco-Silicon Valley Bank TIB | Tibco-Silicon Valley Bank TIB |
| ----------------------------- | ----------------------------- | ----------------------------- |
| Num                           | Coureuse                      | Pos                           |
| 101                           | Kristen Faulkner (USA)        | 24e                           |
| 102                           | Tanja Erath (GER)             | AB                            |
| 103                           | Nina Kessler (NED)            | AB                            |
| 104                           | Emily Newsom (USA)            | 49e                           |
| 105                           | Lauren Stephens (USA)         | AB                            |
| 106                           | Eri Yonamine (JPN)            | 81e                           |

| Ceratizit-WNT Pro Cycling WNT | Ceratizit-WNT Pro Cycling WNT | Ceratizit-WNT Pro Cycling WNT |
| ----------------------------- | ----------------------------- | ----------------------------- |
| Num                           | Coureuse                      | Pos                           |
| 111                           | Erica Magnaldi (ITA)          | 16e                           |
| 112                           | Laura Asencio (FRA)           | AB                            |
| 113                           | Kathrin Hammes (GER)          | AB                            |
| 114                           | Marta Lach (POL) (route)      | 31e                           |
| 115                           | Lea Lin Teutenberg (GER)      | AB                            |
| 116                           | Lara Vieceli (ITA)            | 50e                           |

| Lotto Soudal Ladies LSL | Lotto Soudal Ladies LSL  | Lotto Soudal Ladies LSL |
| ----------------------- | ------------------------ | ----------------------- |
| Num                     | Coureuse                 | Pos                     |
| 121                     | Hanna Nilsson (SWE)      | 63e                     |
| 122                     | Danique Braam (NED)      | AB                      |
| 123                     | Lone Meertens (BEL)      | 57e                     |
| 124                     | Jesse Vandenbulcke (BEL) | AB                      |
| 125                     | Elise vander Sande (BEL) | AB                      |

| Valcar-Travel & Service VAL | Valcar-Travel & Service VAL | Valcar-Travel & Service VAL |
| --------------------------- | --------------------------- | --------------------------- |
| Num                         | Coureuse                    | Pos                         |
| 131                         | Alice Maria Arzuffi (ITA)   | 74e                         |
| 132                         | Eleonora Gasparrini (ITA)   | 71e                         |
| 133                         | Silvia Magri (ITA)          | 72e                         |
| 134                         | Barbara Malcotti (ITA)      | 26e                         |
| 135                         | Federica Piergiovanni (ITA) | 40e                         |
| 136                         | Silvia Pollicini (ITA)      | AB                          |

| A.R. Monex Women's ASA | A.R. Monex Women's ASA   | A.R. Monex Women's ASA |
| ---------------------- | ------------------------ | ---------------------- |
| Num                    | Coureuse                 | Pos                    |
| 141                    | Maria Novolodskaya (RUS) | 15e                    |
| 142                    | Eider Merino (ESP)       | 30e                    |
| 143                    | Mariia Miliaeva (RUS)    | AB                     |
| 144                    | Katia Ragusa (ITA)       | AB                     |
| 145                    | Lizbeth Salazar (MEX)    | 56e                    |
| 146                    | Arlenis Sierra (CUB)     | 37e                    |

| Drops-Le Col DRP | Drops-Le Col DRP         | Drops-Le Col DRP |
| ---------------- | ------------------------ | ---------------- |
| Num              | Coureuse                 | Pos              |
| 151              | Joscelin Lowden (GBR)    | 32e              |
| 152              | Anna Christian (GBR)     | 67e              |
| 153              | Danielle Christmas (GBR) | 82e              |
| 154              | Sara Penton (SWE)        | AB               |
| 155              | April Tacey (GBR)        | AB               |
| 156              | Alice Towers (GBR)       | 60e              |

| Arkéa Pro Cycling Team ARK | Arkéa Pro Cycling Team ARK | Arkéa Pro Cycling Team ARK |
| -------------------------- | -------------------------- | -------------------------- |
| Num                        | Coureuse                   | Pos                        |
| 161                        | Sandra Levenez (FRA)       | 34e                        |
| 162                        | Pauline Allin (FRA)        | 78e                        |
| 163                        | Charlotte Becker (GER)     | AB                         |
| 164                        | Amandine Fouquenet (FRA)   | 77e                        |
| 165                        | Cédrine Kerbaol (FRA)      | 61e                        |
| 166                        | Greta Richioud (FRA)       | AB                         |

| Cogeas-Mettler-Look Pro Cycling Team CGS | Cogeas-Mettler-Look Pro Cycling Team CGS | Cogeas-Mettler-Look Pro Cycling Team CGS |
| ---------------------------------------- | ---------------------------------------- | ---------------------------------------- |
| Num                                      | Coureuse                                 | Pos                                      |
| 171                                      | Olga Zabelinskaïa (UZB)                  | 33e                                      |
| 172                                      | Hannah Buch (GER)                        | AB                                       |
| 173                                      | Iuliia Galimullina (RUS)                 | AB                                       |
| 174                                      | Aigul Gareeva (RUS)                      | AB                                       |
| 175                                      | Petra Stiasny (SUI)                      | AB                                       |

| Bingoal-Chevalmeire CCT | Bingoal-Chevalmeire CCT   | Bingoal-Chevalmeire CCT |
| ----------------------- | ------------------------- | ----------------------- |
| Num                     | Coureuse                  | Pos                     |
| 181                     | Thalita de Jong (NED)     | 36e                     |
| 182                     | Lenny Druyts (BEL)        | AB                      |
| 183                     | Justine Ghekiere (BEL)    | AB                      |
| 184                     | Kelly Van den Steen (BEL) | AB                      |

| Doltcini-Van Eyck-Proximus DVE | Doltcini-Van Eyck-Proximus DVE | Doltcini-Van Eyck-Proximus DVE |
| ------------------------------ | ------------------------------ | ------------------------------ |
| Num                            | Coureuse                       | Pos                            |
| 191                            | Mieke Docx (BEL)               | AB                             |
| 192                            | Amber Aernouts (NED)           | 83e                            |
| 193                            | Olha Kulynych (UKR)            | 62e                            |
| 194                            | Barbara Sniezynska (POL)       | AB                             |
| 195                            | Nicole Steigenga (NED)         | 80e                            |
| 196                            | Fien Van Eynde (BEL)           | AB                             |

| Rally Cycling RLW | Rally Cycling RLW             | Rally Cycling RLW |
| ----------------- | ----------------------------- | ----------------- |
| Num               | Coureuse                      | Pos               |
| 201               | Kristabel Doebel-Hickok (USA) | 66e               |
| 202               | Holly Breck (USA)             | AB                |
| 203               | Heidi Franz (USA)             | AB                |
| 204               | Leigh Ann Ganzar (USA)        | AB                |
| 205               | Clara Koppenburg (GER)        | 44e               |
| 206               | Sara Poidevin (CAN)           | AB                |

| Bepink BPK | Bepink BPK              | Bepink BPK |
| ---------- | ----------------------- | ---------- |
| Num        | Coureuse                | Pos        |
| 211        | Camilla Alessio (ITA)   | 53e        |
| 212        | Vania Canvelli (ITA)    | AB         |
| 213        | Michaela Drummond (NZL) | AB         |
| 214        | Marketa Hajkova (CZE)   | AB         |
| 215        | Nadia Quagliotto (ITA)  | AB         |
| 216        | Silvia Zanardi (ITA)    | AB         |

| SD Worx SDW | SD Worx SDW                        | SD Worx SDW |
| ----------- | ---------------------------------- | ----------- |
| Num         | Coureuse                           | Pos         |
| 1           | Anna van der Breggen (NED) (route) | 5e          |
| 2           | Elena Cecchini (ITA)               | 76e         |
| 3           | Niamh Fisher-Black (NZL)           | 17e         |
| 4           | Ashleigh Moolman (RSA)             | 7e          |
| 5           | Chantal van den Broek-Blaak (NED)  | 29e         |
| 6           | Demi Vollering (NED)               | 1re         |

| Trek-Segafredo TFS | Trek-Segafredo TFS                 | Trek-Segafredo TFS |
| ------------------ | ---------------------------------- | ------------------ |
| Num                | Coureuse                           | Pos                |
| 11                 | Elisa Longo Borghini (ITA) (route) | 3e                 |
| 12                 | Lucinda Brand (NED)                | 9e                 |
| 13                 | Lauretta Hanson (AUS)              | AB                 |
| 14                 | Shirin van Anrooij (NED)           | 48e                |
| 15                 | Tayler Wiles (USA)                 | 27e                |
| 16                 | Ruth Edwards (USA)                 | NP                 |

| Team BikeExchange BEX | Team BikeExchange BEX          | Team BikeExchange BEX |
| --------------------- | ------------------------------ | --------------------- |
| Num                   | Coureuse                       | Pos                   |
| 21                    | Amanda Spratt (AUS)            | 10e                   |
| 22                    | Janneke Ensing (NED)           | 22e                   |
| 23                    | Lucy Kennedy (AUS)             | AB                    |
| 24                    | Ane Santesteban (ESP)          | 18e                   |
| 25                    | Moniek Tenniglo (NED)          | 70e                   |
| 26                    | Georgia Williams (NZL) (route) | 68e                   |

| Jumbo-Visma Women Team TJV | Jumbo-Visma Women Team TJV | Jumbo-Visma Women Team TJV |
| -------------------------- | -------------------------- | -------------------------- |
| Num                        | Coureuse                   | Pos                        |
| 31                         | Marianne Vos (NED)         | 6e                         |
| 32                         | Teuntje Beekhuis (NED)     | 41e                        |
| 33                         | Anna Henderson (GBR)       | 28e                        |
| 34                         | Anouska Koster (NED)       | 38e                        |
| 35                         | Riejanne Markus (NED)      | 12e                        |
| 36                         | Julie Van de Velde (BEL)   | 59e                        |

| Canyon-SRAM Racing CSR | Canyon-SRAM Racing CSR      | Canyon-SRAM Racing CSR |
| ---------------------- | --------------------------- | ---------------------- |
| Num                    | Coureuse                    | Pos                    |
| 41                     | Katarzyna Niewiadoma (POL)  | 4e                     |
| 42                     | Alena Amialiusik (BLR)      | 35e                    |
| 43                     | Hannah Barnes (GBR)         | 55e                    |
| 44                     | Elise Chabbey (SUI) (route) | 13e                    |
| 45                     | Tiffany Cromwell (AUS)      | 39e                    |
| 46                     | Mikayla Harvey (NZL)        | 43e                    |

| Alé BTC Ljubljana ALE | Alé BTC Ljubljana ALE     | Alé BTC Ljubljana ALE |
| --------------------- | ------------------------- | --------------------- |
| Num                   | Coureuse                  | Pos                   |
| 51                    | Mavi García (ESP) (route) | 19e                   |
| 52                    | Anastasia Chursina (RUS)  | 46e                   |
| 53                    | Tatiana Guderzo (ITA)     | 42e                   |
| 54                    | Alessia Patuelli (ITA)    | 64e                   |
| 55                    | Marlen Reusser (SUI)      | 45e                   |
| 56                    | Sophie Wright (GBR)       | AB                    |

| Andy Schleck-CP NVST-Immo Losch ASC | Andy Schleck-CP NVST-Immo Losch ASC | Andy Schleck-CP NVST-Immo Losch ASC |
| ----------------------------------- | ----------------------------------- | ----------------------------------- |
| Num                                 | Coureuse                            | Pos                                 |
| 61                                  | Mie Bjørndal Ottestad (NOR) (route) | AB                                  |
| 62                                  | Claire Faber (LUX)                  | AB                                  |
| 63                                  | Mae Lang (EST)                      | 58e                                 |
| 64                                  | Léna Mettraux (SUI)                 | AB                                  |
| 65                                  | Carolin Schiff (GER)                | 65e                                 |
| 66                                  | Sandra Weiss (SUI)                  | AB                                  |

| Movistar Team MOV | Movistar Team MOV                  | Movistar Team MOV |
| ----------------- | ---------------------------------- | ----------------- |
| Num               | Coureuse                           | Pos               |
| 71                | Annemiek van Vleuten (NED) (route) | 2e                |
| 72                | Katrine Aalerud (NOR)              | 21e               |
| 73                | Sara Martín (ESP)                  | 47e               |
| 74                | Paula Patiño (COL)                 | 69e               |
| 75                | Gloria Rodríguez (ESP)             | AB                |
| 76                | Leah Thomas (USA)                  | 20e               |

| Liv Racing LIV | Liv Racing LIV             | Liv Racing LIV |
| -------------- | -------------------------- | -------------- |
| Num            | Coureuse                   | Pos            |
| 81             | Soraya Paladin (ITA)       | 11e            |
| 82             | Valerie Demey (BEL)        | 51e            |
| 83             | Marta Jaskulska (POL)      | 73e            |
| 84             | Jeanne Korevaar (NED)      | 54e            |
| 85             | Pauliena Rooijakkers (NED) | 75e            |
| 86             | Sabrina Stultiens (NED)    | 52e            |

| FDJ-Nouvelle Aquitaine-Futuroscope FDJ | FDJ-Nouvelle Aquitaine-Futuroscope FDJ | FDJ-Nouvelle Aquitaine-Futuroscope FDJ |
| -------------------------------------- | -------------------------------------- | -------------------------------------- |
| Num                                    | Coureuse                               | Pos                                    |
| 91                                     | Cecilie Uttrup Ludwig (DEN)            | 8e                                     |
| 92                                     | Stine Borgli (NOR)                     | AB                                     |
| 93                                     | Marta Cavalli (ITA)                    | 14e                                    |
| 94                                     | Brodie Chapman (AUS)                   | 25e                                    |
| 95                                     | Eugénie Duval (FRA)                    | 79e                                    |
| 96                                     | Évita Muzic (FRA)                      | 23e                                    |

| Tibco-Silicon Valley Bank TIB | Tibco-Silicon Valley Bank TIB | Tibco-Silicon Valley Bank TIB |
| ----------------------------- | ----------------------------- | ----------------------------- |
| Num                           | Coureuse                      | Pos                           |
| 101                           | Kristen Faulkner (USA)        | 24e                           |
| 102                           | Tanja Erath (GER)             | AB                            |
| 103                           | Nina Kessler (NED)            | AB                            |
| 104                           | Emily Newsom (USA)            | 49e                           |
| 105                           | Lauren Stephens (USA)         | AB                            |
| 106                           | Eri Yonamine (JPN)            | 81e                           |

| Ceratizit-WNT Pro Cycling WNT | Ceratizit-WNT Pro Cycling WNT | Ceratizit-WNT Pro Cycling WNT |
| ----------------------------- | ----------------------------- | ----------------------------- |
| Num                           | Coureuse                      | Pos                           |
| 111                           | Erica Magnaldi (ITA)          | 16e                           |
| 112                           | Laura Asencio (FRA)           | AB                            |
| 113                           | Kathrin Hammes (GER)          | AB                            |
| 114                           | Marta Lach (POL) (route)      | 31e                           |
| 115                           | Lea Lin Teutenberg (GER)      | AB                            |
| 116                           | Lara Vieceli (ITA)            | 50e                           |

| Lotto Soudal Ladies LSL | Lotto Soudal Ladies LSL  | Lotto Soudal Ladies LSL |
| ----------------------- | ------------------------ | ----------------------- |
| Num                     | Coureuse                 | Pos                     |
| 121                     | Hanna Nilsson (SWE)      | 63e                     |
| 122                     | Danique Braam (NED)      | AB                      |
| 123                     | Lone Meertens (BEL)      | 57e                     |
| 124                     | Jesse Vandenbulcke (BEL) | AB                      |
| 125                     | Elise vander Sande (BEL) | AB                      |

| Valcar-Travel & Service VAL | Valcar-Travel & Service VAL | Valcar-Travel & Service VAL |
| --------------------------- | --------------------------- | --------------------------- |
| Num                         | Coureuse                    | Pos                         |
| 131                         | Alice Maria Arzuffi (ITA)   | 74e                         |
| 132                         | Eleonora Gasparrini (ITA)   | 71e                         |
| 133                         | Silvia Magri (ITA)          | 72e                         |
| 134                         | Barbara Malcotti (ITA)      | 26e                         |
| 135                         | Federica Piergiovanni (ITA) | 40e                         |
| 136                         | Silvia Pollicini (ITA)      | AB                          |

| A.R. Monex Women's ASA | A.R. Monex Women's ASA   | A.R. Monex Women's ASA |
| ---------------------- | ------------------------ | ---------------------- |
| Num                    | Coureuse                 | Pos                    |
| 141                    | Maria Novolodskaya (RUS) | 15e                    |
| 142                    | Eider Merino (ESP)       | 30e                    |
| 143                    | Mariia Miliaeva (RUS)    | AB                     |
| 144                    | Katia Ragusa (ITA)       | AB                     |
| 145                    | Lizbeth Salazar (MEX)    | 56e                    |
| 146                    | Arlenis Sierra (CUB)     | 37e                    |

| Drops-Le Col DRP | Drops-Le Col DRP         | Drops-Le Col DRP |
| ---------------- | ------------------------ | ---------------- |
| Num              | Coureuse                 | Pos              |
| 151              | Joscelin Lowden (GBR)    | 32e              |
| 152              | Anna Christian (GBR)     | 67e              |
| 153              | Danielle Christmas (GBR) | 82e              |
| 154              | Sara Penton (SWE)        | AB               |
| 155              | April Tacey (GBR)        | AB               |
| 156              | Alice Towers (GBR)       | 60e              |

| Arkéa Pro Cycling Team ARK | Arkéa Pro Cycling Team ARK | Arkéa Pro Cycling Team ARK |
| -------------------------- | -------------------------- | -------------------------- |
| Num                        | Coureuse                   | Pos                        |
| 161                        | Sandra Levenez (FRA)       | 34e                        |
| 162                        | Pauline Allin (FRA)        | 78e                        |
| 163                        | Charlotte Becker (GER)     | AB                         |
| 164                        | Amandine Fouquenet (FRA)   | 77e                        |
| 165                        | Cédrine Kerbaol (FRA)      | 61e                        |
| 166                        | Greta Richioud (FRA)       | AB                         |

| Cogeas-Mettler-Look Pro Cycling Team CGS | Cogeas-Mettler-Look Pro Cycling Team CGS | Cogeas-Mettler-Look Pro Cycling Team CGS |
| ---------------------------------------- | ---------------------------------------- | ---------------------------------------- |
| Num                                      | Coureuse                                 | Pos                                      |
| 171                                      | Olga Zabelinskaïa (UZB)                  | 33e                                      |
| 172                                      | Hannah Buch (GER)                        | AB                                       |
| 173                                      | Iuliia Galimullina (RUS)                 | AB                                       |
| 174                                      | Aigul Gareeva (RUS)                      | AB                                       |
| 175                                      | Petra Stiasny (SUI)                      | AB                                       |

| Bingoal-Chevalmeire CCT | Bingoal-Chevalmeire CCT   | Bingoal-Chevalmeire CCT |
| ----------------------- | ------------------------- | ----------------------- |
| Num                     | Coureuse                  | Pos                     |
| 181                     | Thalita de Jong (NED)     | 36e                     |
| 182                     | Lenny Druyts (BEL)        | AB                      |
| 183                     | Justine Ghekiere (BEL)    | AB                      |
| 184                     | Kelly Van den Steen (BEL) | AB                      |

| Doltcini-Van Eyck-Proximus DVE | Doltcini-Van Eyck-Proximus DVE | Doltcini-Van Eyck-Proximus DVE |
| ------------------------------ | ------------------------------ | ------------------------------ |
| Num                            | Coureuse                       | Pos                            |
| 191                            | Mieke Docx (BEL)               | AB                             |
| 192                            | Amber Aernouts (NED)           | 83e                            |
| 193                            | Olha Kulynych (UKR)            | 62e                            |
| 194                            | Barbara Sniezynska (POL)       | AB                             |
| 195                            | Nicole Steigenga (NED)         | 80e                            |
| 196                            | Fien Van Eynde (BEL)           | AB                             |

| Rally Cycling RLW | Rally Cycling RLW             | Rally Cycling RLW |
| ----------------- | ----------------------------- | ----------------- |
| Num               | Coureuse                      | Pos               |
| 201               | Kristabel Doebel-Hickok (USA) | 66e               |
| 202               | Holly Breck (USA)             | AB                |
| 203               | Heidi Franz (USA)             | AB                |
| 204               | Leigh Ann Ganzar (USA)        | AB                |
| 205               | Clara Koppenburg (GER)        | 44e               |
| 206               | Sara Poidevin (CAN)           | AB                |

| Bepink BPK | Bepink BPK              | Bepink BPK |
| ---------- | ----------------------- | ---------- |
| Num        | Coureuse                | Pos        |
| 211        | Camilla Alessio (ITA)   | 53e        |
| 212        | Vania Canvelli (ITA)    | AB         |
| 213        | Michaela Drummond (NZL) | AB         |
| 214        | Marketa Hajkova (CZE)   | AB         |
| 215        | Nadia Quagliotto (ITA)  | AB         |
| 216        | Silvia Zanardi (ITA)    | AB         |

## Règlement

### Prix
Les prix suivants sont accordés :
| Position | 1er     | 2e      | 3e    | 4e    | 5e    | 6e    | 7e    | 8e    | 9e    | 10e   |
| Prix     | 1 535 € | 1 135 € | 760 € | 460 € | 385 € | 335 € | 305 € | 265 € | 225 € | 200 € |

En sus, les coureuses placées de la 11e à la 15e place gagnent 160 €, celles placées de la 16e à la 20e place 120 €.
En addition, chaque prix des monts rapporte 500 € à la première coureuse au sommet.